# 브롬리

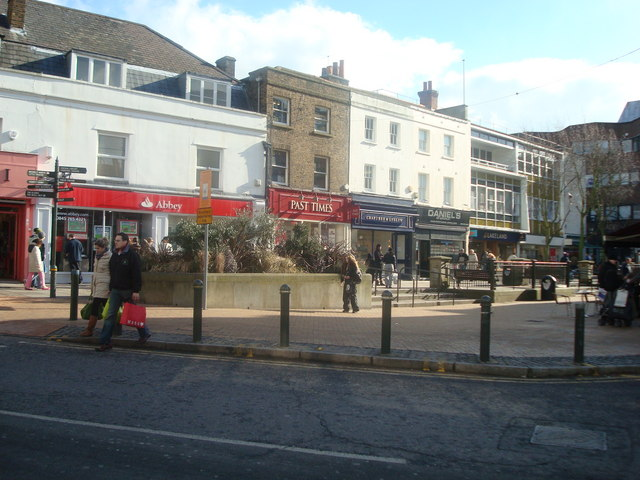

브롬리(영어: Bromley)는 영국 런던 브롬리구에 위치한 동네이다. 2011년 현재 인구는 총 16,826명이다.